# Liranga
Liranga es una localidad de la República del Congo, constituida administrativamente como un distrito del departamento de Likouala en el noreste del país.
En 2011, el distrito tenía una población de 11 287 habitantes, de los cuales 5668 eran hombres y 5619 eran mujeres.
Se conoce la existencia de la localidad desde los orígenes de la colonización francesa. En 1889, los misioneros franceses Prosper Philippe Augouard y Victor Paris, de la Congregación del Espíritu Santo, fundaron aquí la parroquia de San Luis.
Se ubica en la frontera con la República Democrática del Congo, junto a la confluencia de los ríos Ubangui y Congo.